# Озеро солене (Олександріївка)
О́зеро соле́не — гідрологічна пам'ятка природи місцевого значення в Україні. Об'єкт Природно-заповідного фонду Закарпатської області. 
Розташована в межах Хустського району Закарпатської області, на околиці села Олександріївка (вул. Миру, урочище «Герц»). 
Площа 2,7 га. Статус отриманий згідно з рішенням облвиконкому від 18.11.1969 року № 414 та рішенням облвиконкому від 23.10.1984 року № 253. Перебуває у віданні Олександрівської сільської ради. 
Статус надано для збереження соленого озера, вода якого має лікувальні властивості. Озеро розташоване при підніжжі невеликої гори. 